# گورستان سایگان
قبرستان سایگان مربوط به سده‌های میانی دوران‌های تاریخی پس از اسلام است و در شهرستان ایرانشهر، بخش مرکزی، دهستان دامن، ضلع جنوبی روستای سایگان واقع شده و این اثر در تاریخ ۲ مرداد ۱۳۸۷ با شمارهٔ ثبت ۲۳۱۴۳ به‌عنوان یکی از آثار ملی ایران به ثبت رسیده است. کدخداهای این روستا و صاحبان اصلی این روستانسل اندر نسل اجداد محمد استوار بوده‌اند محمد استوار فرزند میردوست بوده که بعد از انقلاب محمد، کدخدایی را رها کرده و به دست کسی دیگر بنام گل محمد سپرده است.